# Metropolitan Borough of Battersea

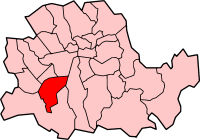
Lage von Battersea im früheren County of London

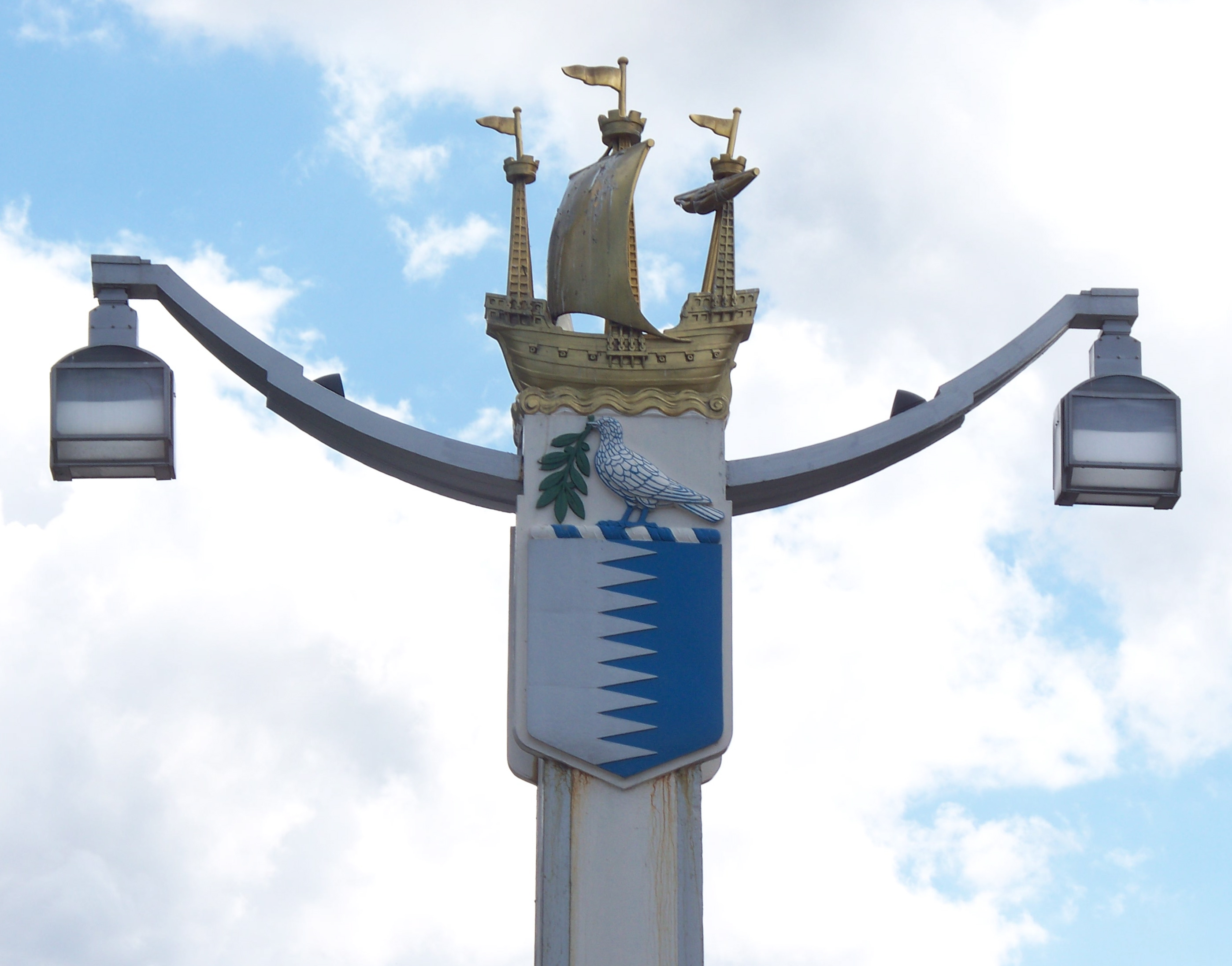
Das Wappen von Battersea an der Chelsea Bridge

Der Metropolitan Borough of Battersea war ein Bezirk im Ballungsraum der britischen Hauptstadt London mit dem Status eines Metropolitan Borough. Er existierte von 1900 bis 1965 und lag im Westen der ehemaligen Grafschaft County of London.

## Geschichte
Battersea war ursprünglich ein Civil Parish in der Grafschaft Surrey, der auch die Exklave Penge miteinbezog. Ab 1855 gehörte die Gemeinde zum Einzugsgebiet des Zweckverbandes Metropolitan Board of Works, 1866 machte sich Penge selbständig. 1889 gelangte Battersea zum neuen County of London, elf Jahre später folgte die Umwandlung in ein Metropolitan Borough.
Bei der Gründung der Verwaltungsregion Greater London im Jahr 1965 entstand aus der Fusion der Metropolitan Boroughs Wandsworth und Battersea der London Borough of Wandsworth.

## Statistik
Die Fläche betrug 2164 Acres (8,76 km²). Die Volkszählungen ergaben folgende Einwohnerzahlen:
Civil parish:
| Jahr      | 1801  | 1811  | 1821  | 1831  | 1841  | 1851   | 1861   | 1871   | 1881    | 1891    |
| Einwohner | 3.365 | 4.409 | 4.764 | 5.311 | 6.617 | 10.560 | 19.600 | 54.016 | 107.262 | 150.558 |

Metropolitan Borough:
| Jahr      | 1901    | 1911    | 1921    | 1931    | 1951    | 1961    |
| Einwohner | 168.907 | 167.743 | 167.739 | 159.552 | 117.140 | 105.870 |